# الدوري الجنوبي لكرة القدم 1999–2000
الدوري الجنوبي لكرة القدم 1999–2000 (بالإنجليزية: 1999–2000 Southern Football League)‏ هو موسم من الدوري الجنوبي الممتاز. فاز فيه نادي بوسطن يونايتد.